# Iran Air

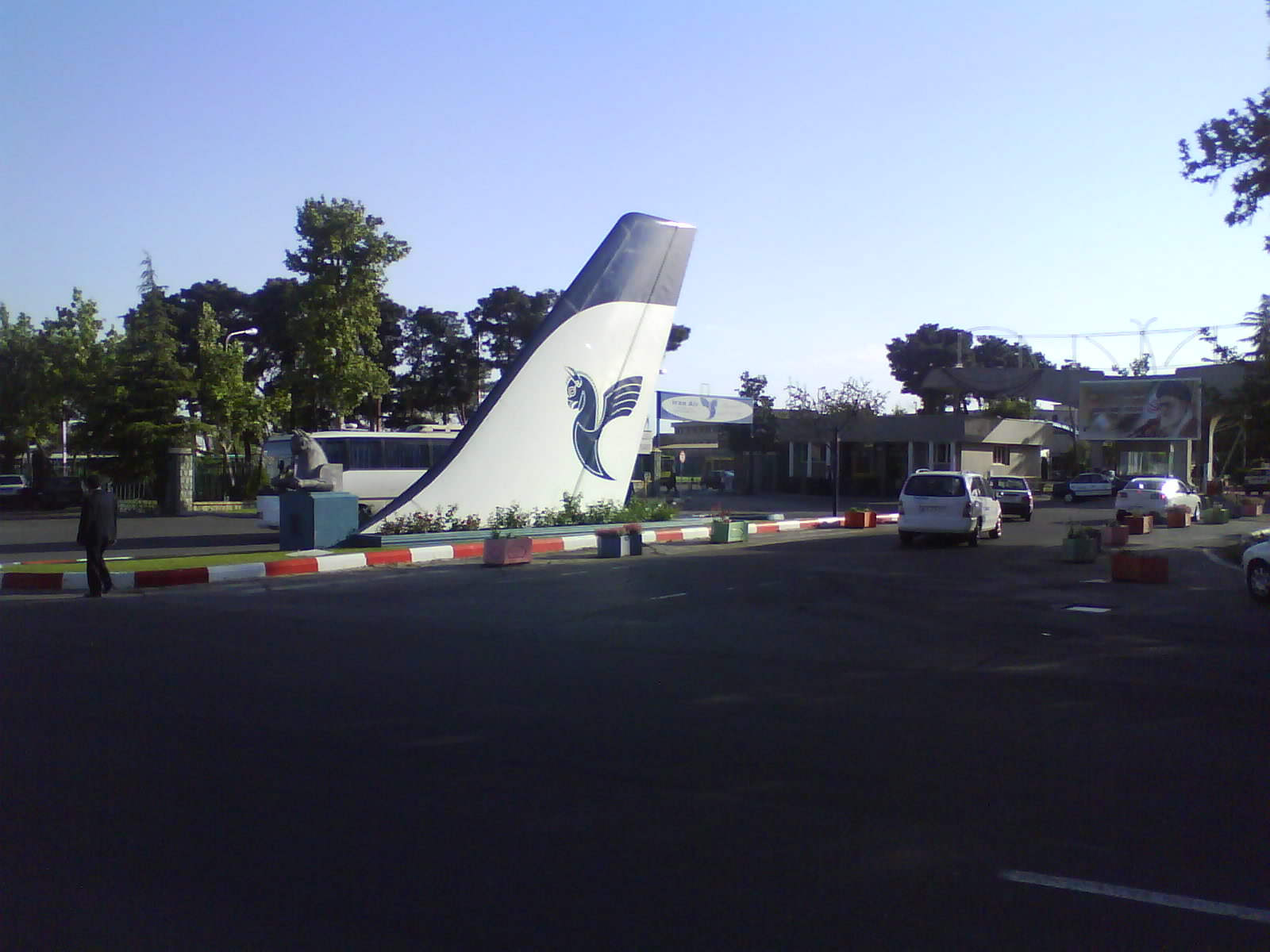
Het hoofdkantoor van Iran Air

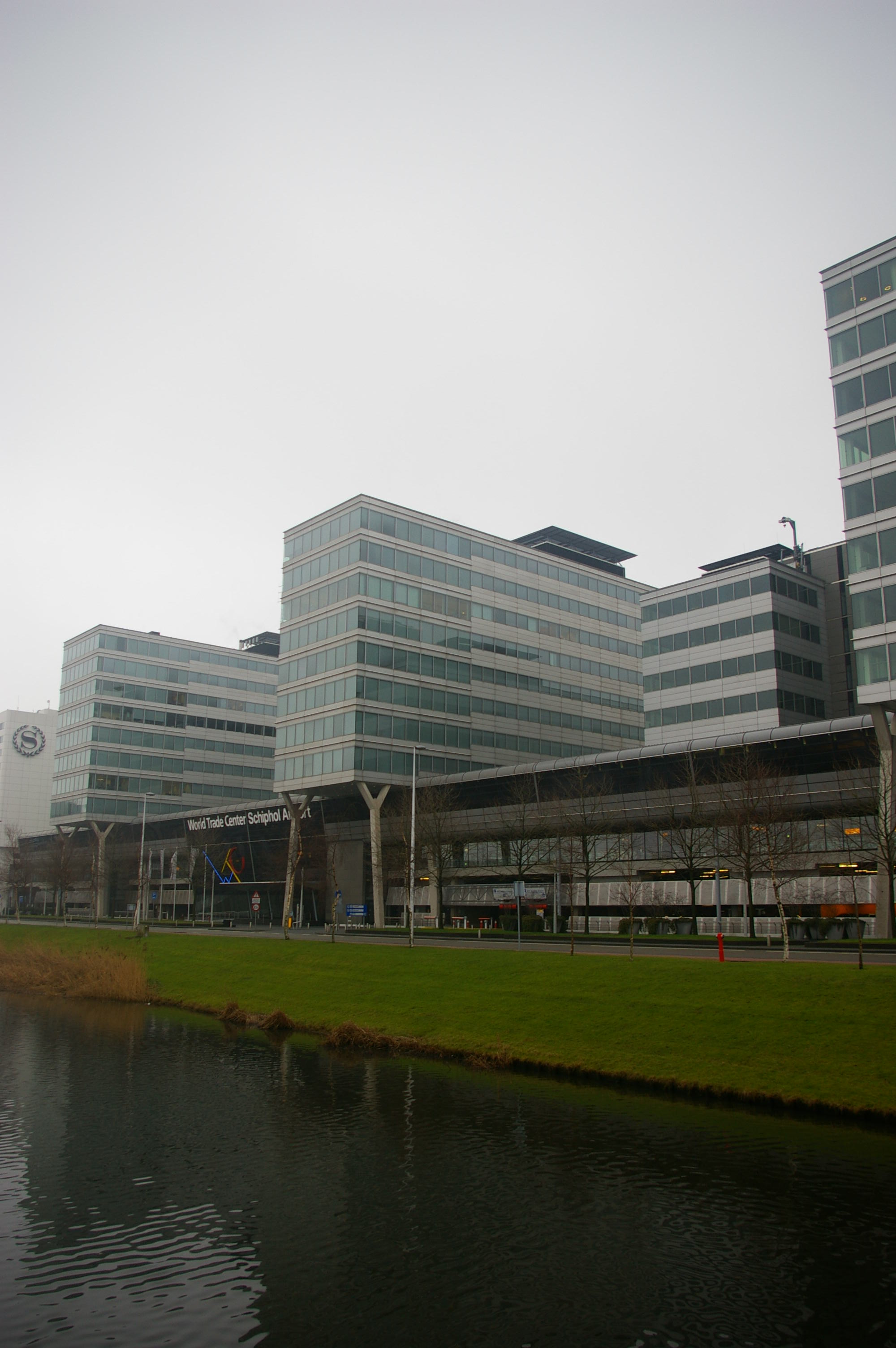
World Trade Center, Schiphol - In dit gebouw is het Nederlandse kantoor van Iran Air gehuisvest

Iran Air of The Airline of the Islamic Republic of Iran (Perzisch: هواپیمايی جمهوری اسلامی ایران) is de nationale luchtvaartmaatschappij van Iran. De maatschappij heeft vluchten naar in totaal 60 bestemmingen, waarvan 35 internationale vluchten en 25 binnenlandse vluchten. De vrachtvloot vliegt op 20 lijndienstbestemmingen en 5 charterbestemmingen.
De thuishaven voor internationale vluchten is Teheran Imam Khomeini International Airport. Voor binnenlandse vluchten is Teheran Mehrabad Airport de thuishaven, waar zich ook het hoofdkantoor bevindt.

## Geschiedenis
Iranian Airways (opgericht in 1946) was de voorloper van Iran Air. In 1962 werd Persian Air Services overgenomen en werd de naam gewijzigd in Iran National Airlines. Na de omwenteling van het regime in 1979 werd de naam afgekort tot Iran Air.

## Vloot

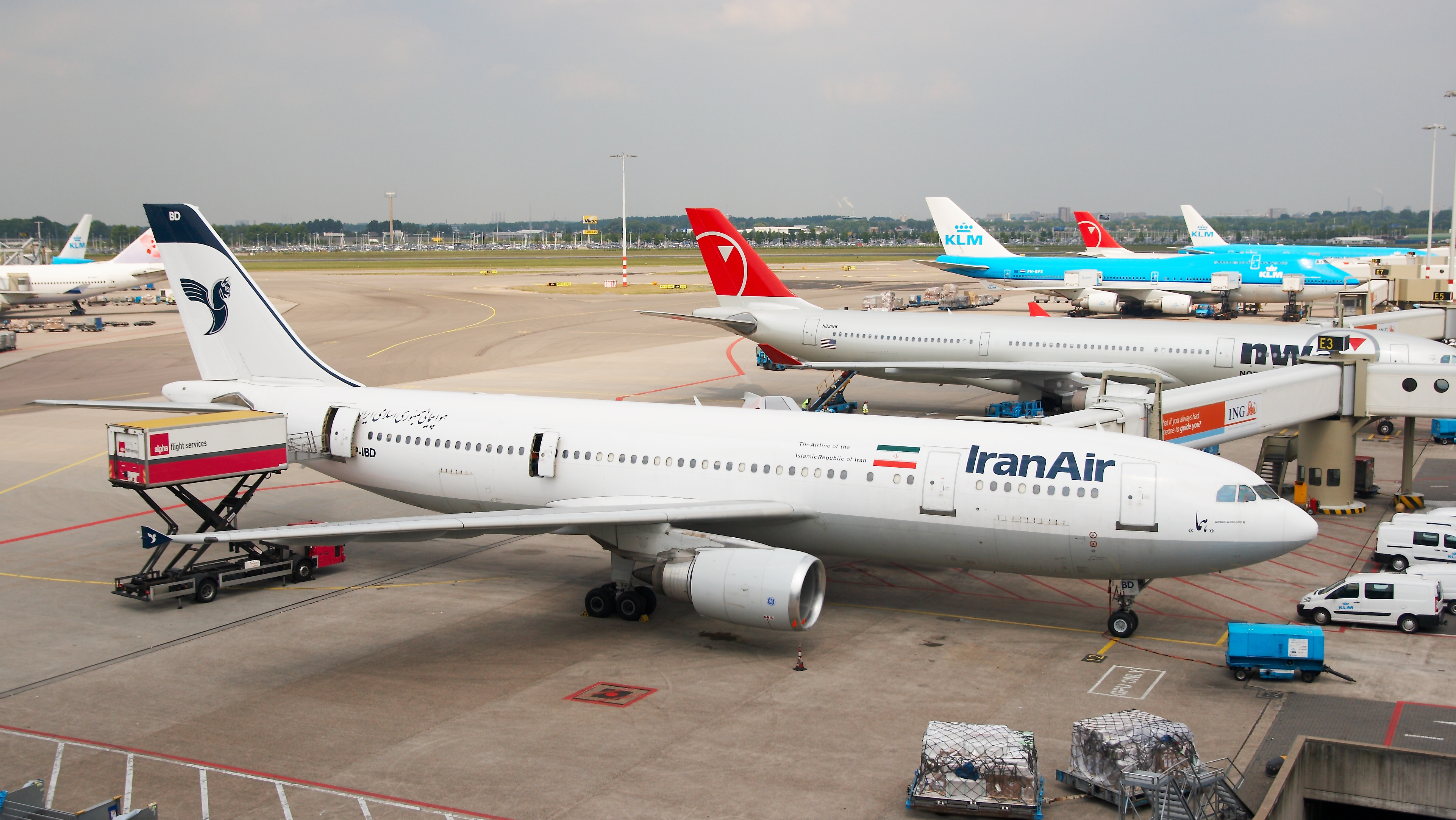
Een Iran Air Airbus A300 op Luchthaven Schiphol. (2008)

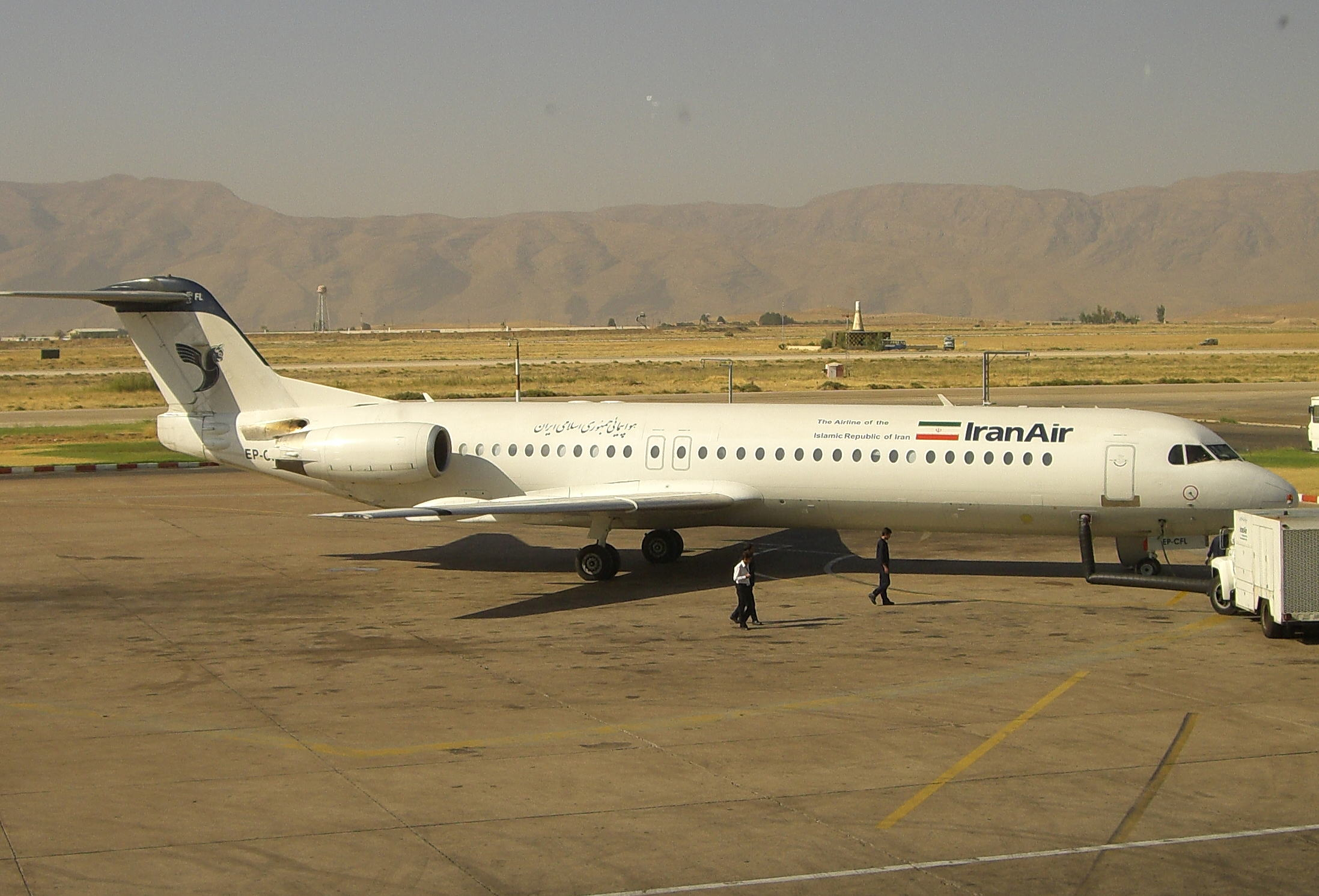
Een Iran Air Fokker 100 op Shiraz International Airport, Iran. (2007)

De vloot van Iran Air is per juli 2015 gemiddeld 23 jaar oud en heeft interesse om 90 wide-body en short-haul jets in de toekomst te gebruiken:
| Vliegtuigtype                           | Totaal | Bestellingen | Passagiers per klasse         | Passagiers per klasse         | Passagiers per klasse         | Passagiers per klasse         | Passagiers per klasse         | In dienst sinds               |
| Vliegtuigtype                           | Totaal | Bestellingen | C                             | Y                             | J                             | P                             | Totaal                        | In dienst sinds               |
| --------------------------------------- | ------ | ------------ | ----------------------------- | ----------------------------- | ----------------------------- | ----------------------------- | ----------------------------- | ----------------------------- |
| Airbus A300B2K                          | 4      | —            | 0                             | 30                            | 0                             | 247                           | 277                           | 1982                          |
| Airbus A300B4-203                       | 4      | —            | 0                             | 30                            | 0                             | 245                           | 275                           | 1985                          |
| Airbus A300-605R/622R                   | 4      | —            | 0                             | 0                             | 0                             | 261                           | 261                           | 1991                          |
| Airbus A310-304/324                     | 2      | —            | 10                            | 20                            | 0                             | 147                           | 177                           | 2001                          |
| Airbus A320-211/214                     | 6      | —            | 0                             | 0                             | 0                             | 147                           | 147                           | 2005                          |
| Boeing 747-286BM / 230BM / 238BM(Combi) | 4      | —            | 0                             | 0                             | 22                            | 427                           | 449                           | 1977                          |
| Boeing 747SP-86                         | 1      | —            | 0                             | 30                            | 30                            | 271                           | 331                           | 1978                          |
| Fokker 100                              | 16     | —            | 0                             | 0                             | 0                             | 107                           | 107                           | 1991                          |
| McDonnell Douglas MD-82                 | 1      | —            | 0                             | 0                             | 12                            | 133                           | 145                           | 2013                          |
| Airbus A300B4-203F                      | 2      | —            | vracht                        | vracht                        | vracht                        | vracht                        | vracht                        | 1978                          |
| Boeing 747-2J9F                         | 1      | —            | vracht                        | vracht                        | vracht                        | vracht                        | vracht                        | 2007                          |
| Totaal                                  | 44     | —            | Gegevens per 21 augustus 2015 | Gegevens per 21 augustus 2015 | Gegevens per 21 augustus 2015 | Gegevens per 21 augustus 2015 | Gegevens per 21 augustus 2015 | Gegevens per 21 augustus 2015 |

## Incidenten en ongelukken
- 3 juli 1988; Iran Air-vlucht 655, een Airbus A300-B2 van Teheran naar Dubai met tussenstop in Bandar Abbas wordt neergeschoten door de Amerikaanse marinekruiser USS Vincennes. Het vliegtuig werd verkeerd geïdentificeerd en vervolgens door middel van twee raketten neergeschoten, omdat de bemanning van de kruiser dacht dat het hierbij om een Iraanse F-14 ging. Alle inzittenden kwamen hierbij om het leven.
- 9 januari 2011; Iran Air-vlucht 277, een Boeing 727-200 met registratie EP-IRP, die was vertrokken van Teheran verongelukte nabij zijn bestemming, de stad Orumiyeh, 750 km noordelijk van Teheran. Aan boord waren 105 personen, van wie 32 het ongeluk hebben overleefd. Wegens slechte weersomstandigheden werd de nadering afgebroken. Kort na de doorstart heeft het vliegtuig een berg geraakt.[4][5]